# بیابان رین

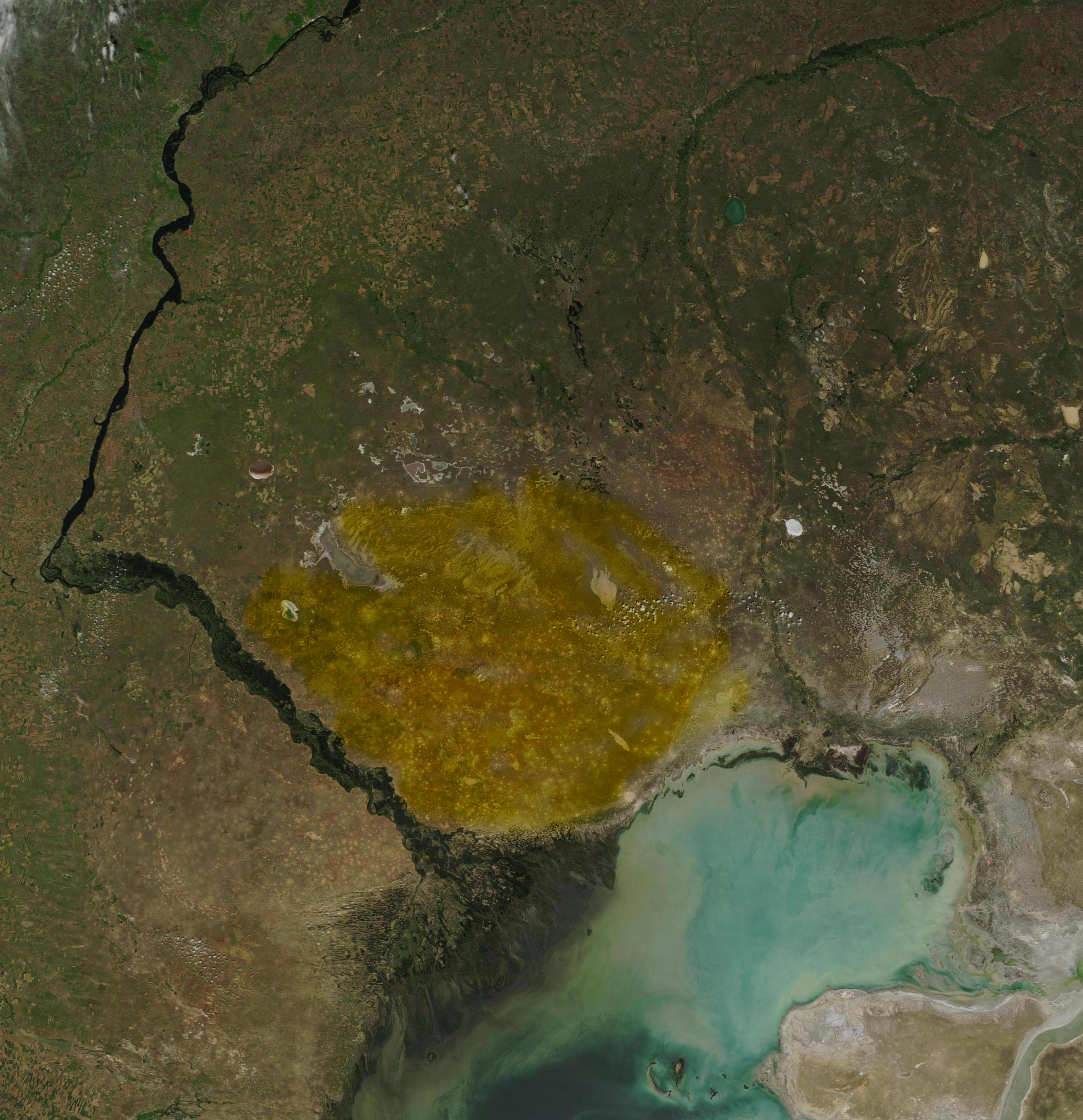
بیابان رین

بیابان رین یا بیابان رین-پسکی، به روسی: Рын-пески و به قزاقی: Нарын-Құм بیابانی در غرب قزاقستان و جنوب روسیه است که در شمال دریای خزر و جنوب Volga Upland جای دارد. مرزهای این بیابان چندان روشن نشده است در برخی نقشه‌ها بیابان را از ناحیهٔ پست شمال خزر تا ساحل کشیده‌اند در حالی که برخی دیگر آن را در شمال این ناحیهٔ پست نشان می‌دهد. این بیابان در غرب رود اورال میان مدار ۴۶ درجه شمالی و مدار ۴۹ درجه شمالی و همچنین میان نصف‌النهار ۴۷ درجه شرقی تا نصف‌النهار ۵۲ درجه شرقی جای دارد. دمای آن در تابستان به بالای ۴۵ تا ۴۸ می‌رسد و در زمستان تا زیر ۲۸- و ۳۶- درجهٔ سانتیگراد هم افت می‌کند.
چگالی جمعیت در این بیابان ۱ تا ۱۵ نفر در مایل است. این منطقه بارندگی بسیار کمی دارد. این ناحیه بادخیز است. طوفان شنی که در سال ۲۰۰۱ در ناحیهٔ دریای بالتیک آمده دراصل از سوی این بیابان می‌آمد.
با بررسی آلودگی غبارهای اسکاندیناوی، پژوهشی در زمینهٔ جابجایی مسافت‌های طولانی شن‌ها در ناحیهٔ دریای بالتیک صورت گرفت، نشان داد که شُمار دانه‌های آمده از سوی بیابان رین از شُمار دانه‌های آمده از سوی صحرای بزرگ آفریقا بیشتر است.